# 14224 Gaede
14224 Gaede eller 1999 XU33 är en asteroid i huvudbältet som upptäcktes den 6 december 1999 av LINEAR i Socorro County, New Mexico. Den är uppkallad efter Allison Gaede.